# Verbascum laramberguei
Verbascum laramberguei är en flenörtsväxtart som beskrevs av Georges Rouy. Verbascum laramberguei ingår i släktet kungsljus, och familjen flenörtsväxter. Inga underarter finns listade i Catalogue of Life.